# 의정부 신한대학교 피닉스
의정부 신한대학교 피닉스는 2017년 창단한 독립야구단이다. 2019년 독립야구단 경기도리그에 참가하여 6팀 중 5위를 기록했다.

## 국내 독립구단 목록
- 파주 챌린저스
- 연천 미라클
- 고양 원더스
- 성남 맥파이스
- 가평 웨일스
- 포천 몬스터
- 수원 파인이그스

### 해체된 독립구단
- 고양 원더스 (2011-2014) (2014년 해체)
- 수원 로보츠 (2018년 해체)
- 용인 스텔스 (2018년 해체)
- 저니맨 외인구단 (2019년 해체)
- 양주 레볼루션 (2019년 해체)
- 성남 블루팬더스 (2019년 해체)
- 용인시 빠따형 독립야구단 (2020년 해체)
- 의정부 신한대학교 피닉스 (2020년 해체)
- 스코어본 하이에나들 (2021년 해체)

## 역대 선수
- 우병걸
- 배진선